# Граувака
Граувака (англ. grauwacke, greywacke, greuwacka; нім. grauwacke; з нім. grau — сірий, wacke — вид гірської породи) — гірська порода темного (переважно темно-зеленого, чорного або темно-сірого), сірого кольору, що утворилася внаслідок руйнування вивержених, осадових і метаморфічних гірських порід. Характерна висока частка польового шпату. Цей термін зазвичай використовується лише для порід, що датуються палеозоєм або навіть давнішими.

## Термінологія та визначення
Термін «граувака» походить зі сленгу шахтарів регіону Гарц. Його використання задокументовано щонайменше з 1780 року.
У Німеччині «граувака» також є застарілою стратиграфічною назвою для порід нижнього карбону фації Кульм. Грауваки зустрічаються в Центральній Європі, наприклад, у стародавніх основних гірських хребтах, таких як гори Гарц, Рейнські гори та Тюрингенські Сланцеві гори. Грауваки приблизно того ж віку з'являються в Альпах вузькою смугою на північ від Центральних Альп, хоча ця так звана «зона граувак» переважно складається з пісковиків, які не можна вважати граувакою в справжньому сенсі цього слова.
З осадово-петрографічної точки зору, особливо стосовно мінерального складу, термін «граувака» вважається погано визначеним («позначення поля»). Наприклад, мінеральний склад піщаної фракції грауваки мало чим відрізняється від аркозу, окрім вмісту польового шпату. Основною відмінною рисою між цими двома породами є глинисті мінерали матриці: в аркозах це переважно каолініт, тоді як у грауваках основними ознаками є хлорит і слюда. Однак діагенетичні процеси можуть призвести до перетворення каолініту на хлорит, а польових шпатів аркозу — на слюду. Тому загальний геологічний контекст також важливий для розрізнення аркозу та грауваки: грауваки — це морські породи та частина флішової серії, тоді як аркози — типові континентальні відкладення моласи.

## Формування
Граувакки — це морські, уламкові відклади, які переважно відкладаються в осадових басейнах, розташованих перед складчастим гірським хребтом, що розвивається (так звані передові прогини). Материнська порода походить з відносно невеликої, але геологічно різноманітної області джерела. Вона транспортується до моря річками і спочатку відкладається на континентальному шельфі. Перевищення стабільного кута схилу або через землетруси може призвести до того, що неконсолідовані відкладення стануть нестабільними та сповзатимуть вниз по схилу шельфу в турбідитах, при цьому сповзаючий матеріал пройде понад 100 кілометрів. Окрема банка граувакки являє собою проксимальний турбідит, тобто матеріал, відкладений відносно близько до джерела турбідиту. Як це типово для турбідитових відкладень загалом, грауваккова банка часто демонструє ступінчасту шаруватість у вертикальному розрізі. Однак слід зазначити, що не кожен проксимальний турбідит є граувакою, а лише ті, що відкладаються в передовому прогині. Турбідитові серії, багаті на грауваку, також відомі як фліш.

## Склад, текстура та структура
Ці сильно консолідовані, переважно темні породи утворюють підгрупу пісковиків. Їхня піщана фракція складається переважно з кварцу та польового шпату (переважно плагіоклазу), причому значна частина цих мінералів зустрічається у фрагментах вулканічних порід розміром з піщане зерно. Додаткові фрагменти породи походять з кремнієвих та глинистих сланців. Піщана фракція середньо- та дрібнозерниста, іноді грубозерниста, із загалом поганим сортуванням. Зерна також зазвичай погано обкатані.
Мінеральні зерна та фрагменти породи вбудовані в дрібнозернисту матрицю, яка відповідає аргіліту та зазвичай складається з хлоритів та слюд. Немає єдиного визначення точного вмісту матриці, необхідного для кваліфікації як грауваки. Німецький геолог Ганс Фюхтбауер запропонував вміст матриці понад 15%. Матриця в першу чергу відповідає за переважно темний (зеленувато-сірий) колір породи.
Через дуже неоднорідний мінеральний склад та погане сортування та округлення зерен, включаючи відносно високий вміст матриці, граувакку також називають пісковиком з дуже низькою композиційною та структурною зрілістю. На противагу цьому, пісковики в турбідитових серіях на пасивних континентальних окраїнах демонструють значно вищу зрілість. Як це типово для турбідитів загалом, товстіші шари граувакки часто мають градуйований та тонкий шар у верхній частині.
За даними Ганса Герхарда Хукенгольца (1963), граувакки складаються з:
28–53% кварцу
25–47% польового шпату
4–21% слюди
4–25% хлориту
0–6% карбонатів
1–3% допоміжних мінералів
Грауваки можна розділити на кварцові грауваки (переважає кварц), польовошпатові грауваки (з кварцом, польовим шпатом та невеликою кількістю уламків гірських порід) та кам'яні грауваки (висока частка уламків гірських порід).
Крім того, термін «грауваковий сланець» використовується для позначення тектонічно напружених, дрібнопіщаних, темних морських аргілітів, піщана фракція яких за складом подібна до фракції грауваки.
Складається з дрібних зерен.

## Використання
Граувакка широко використовується як бруківка та будівельний матеріал для залізничних колій. Її також використовують як кладочний камінь, зокрема в гідротехнічних спорудах (дамбах тощо).
Використовується як будівельний матеріал.